# برانیسلاو گرولینگ
برانیسلاو گرولینگ (اسلواکی: Branislav Gröhling؛ زادهٔ ۷ آوریل ۱۹۷۴) سیاستمدار اهل کشور اسلواکی است که بین سال‌های ۲۰۲۰ تا ۲۰۲۲ وزیر آموزش، علوم، تحقیقات و ورزش بوده‌است. گرولینگ همجنسگرا است و با پسر ریخارد سولیک که «فیلیپ» نام دارد، زندگی می‌کند.